# Cerstin Schmidt
Cerstin Schmidt (Zwickau, 5 marzo 1963) è un'ex slittinista tedesca orientale.

## Biografia
Iniziò a gareggiare per la nazionale tedesca orientale nelle varie categorie giovanili nella specialità del singolo, senza però ottenere risultati di particolare rilievo.
A livello assoluto esordì in Coppa del Mondo nella stagione 1983/84, conquistò il primo podio, nonché la prima vittoria, il 13 gennaio 1985 nel singolo ad Imst. In classifica generale, sempre nella specialità individuale, trionfò nelle edizioni del 1984/85 e del 1986/87.
Prese parte ad una edizione dei Giochi olimpici invernali, a Calgary 1988, e, in quella che fu la sua ultima competizione a livello internazionale, conquistò la medaglia di bronzo nella prova monoposto.
Prese parte altresì a due edizioni dei campionati mondiali e salì sul podio nella gara del singolo in entrambe le occasioni: colse l'argento ad Oberhof 1985 e l'oro ad Igls 1987. Nelle rassegne continentali, sempre nella gara individuale, vinse il titolo europeo ad Hammarstrand 1986 e conquistò il bronzo a Schönau am Königssee 1988; in quest'ultima competizione ottenne anche la medaglia d'argento nella gara a squadre.

## Palmarès

### Olimpiadi
- 1 medaglia:
  - 1 bronzo (singolo a Calgary 1988).

### Mondiali
- 2 medaglie:
  - 1 oro (singolo ad Igls 1987);
  - 1 argento (singolo ad Oberhof 1985).

### Europei
- 3 medaglie:
  - 1 oro (singolo ad Hammarstrand 1986);
  - 1 argento (gara a squadre a Schönau am Königssee 1988);
  - 1 bronzo (singolo a Schönau am Königssee 1988).

### Coppa del Mondo
- Vincitrice della Coppa del Mondo nella specialità del singolo nel 1984/85 e nel 1986/87.
- 10 podi (tutti nel singolo):
  - 8 vittorie;
  - 1 secondo posto;
  - 1 terzo posto.

#### Coppa del Mondo - vittorie
| Data             | Luogo                | Paese          | Disciplina |
| ---------------- | -------------------- | -------------- | ---------- |
| 13 gennaio 1985  | Imst                 | Austria        | Singolo    |
| 10 marzo 1985    | Oberhof              | Germania Est   | Singolo    |
| 5 gennaio 1986   | Oberhof              | Germania Est   | Singolo    |
| 12 gennaio 1986  | Schönau am Königssee | Germania Ovest | Singolo    |
| 23 febbraio 1986 | Sankt Moritz         | Svizzera       | Singolo    |
| 18 gennaio 1987  | Oberhof              | Germania Est   | Singolo    |
| 8 febbraio 1987  | Schönau am Königssee | Germania Ovest | Singolo    |
| 22 febbraio 1987 | Calgary              | Canada         | Singolo    |